# Tunnbrödsrulle

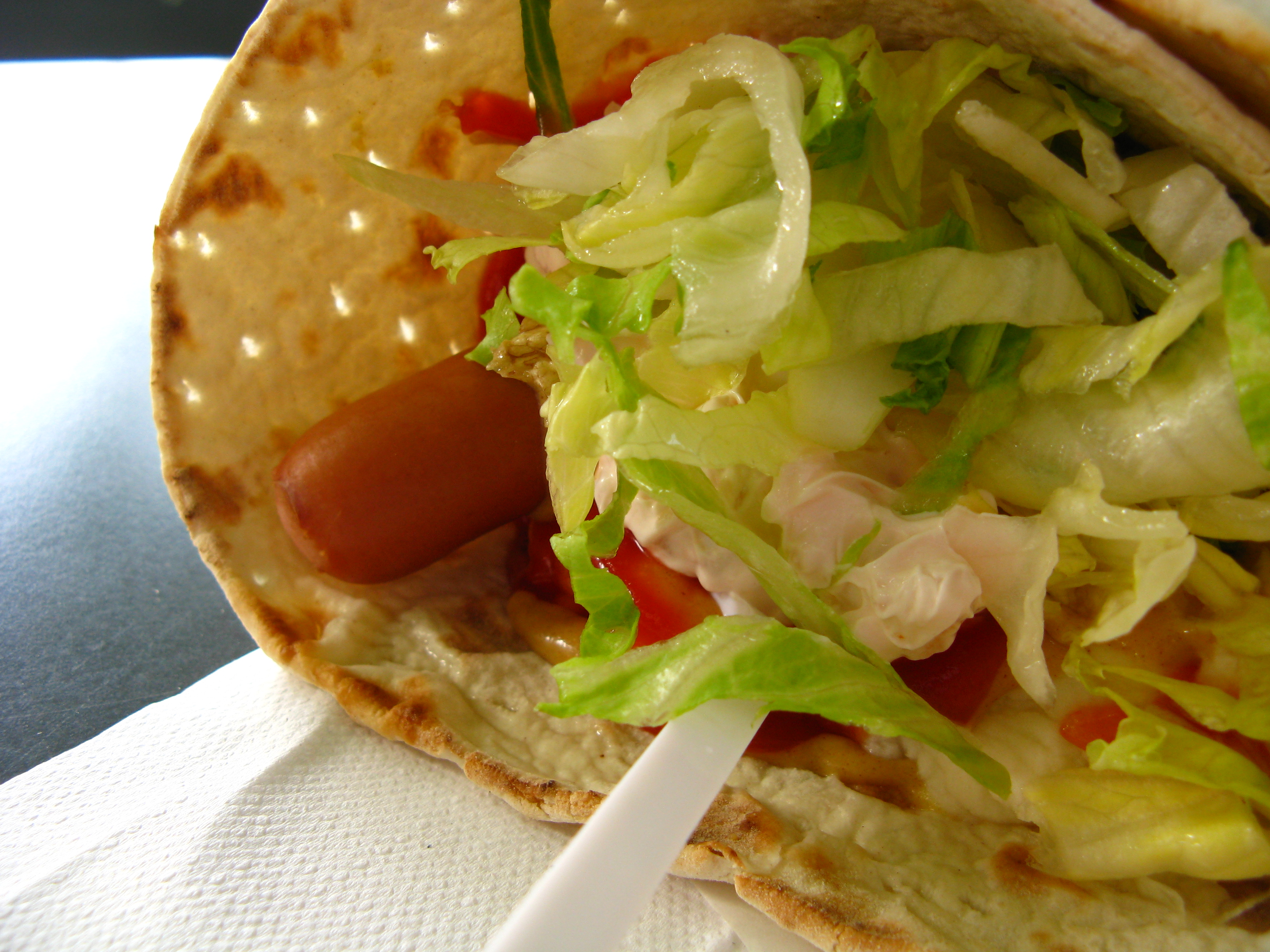
En tunnbrödsrulle.

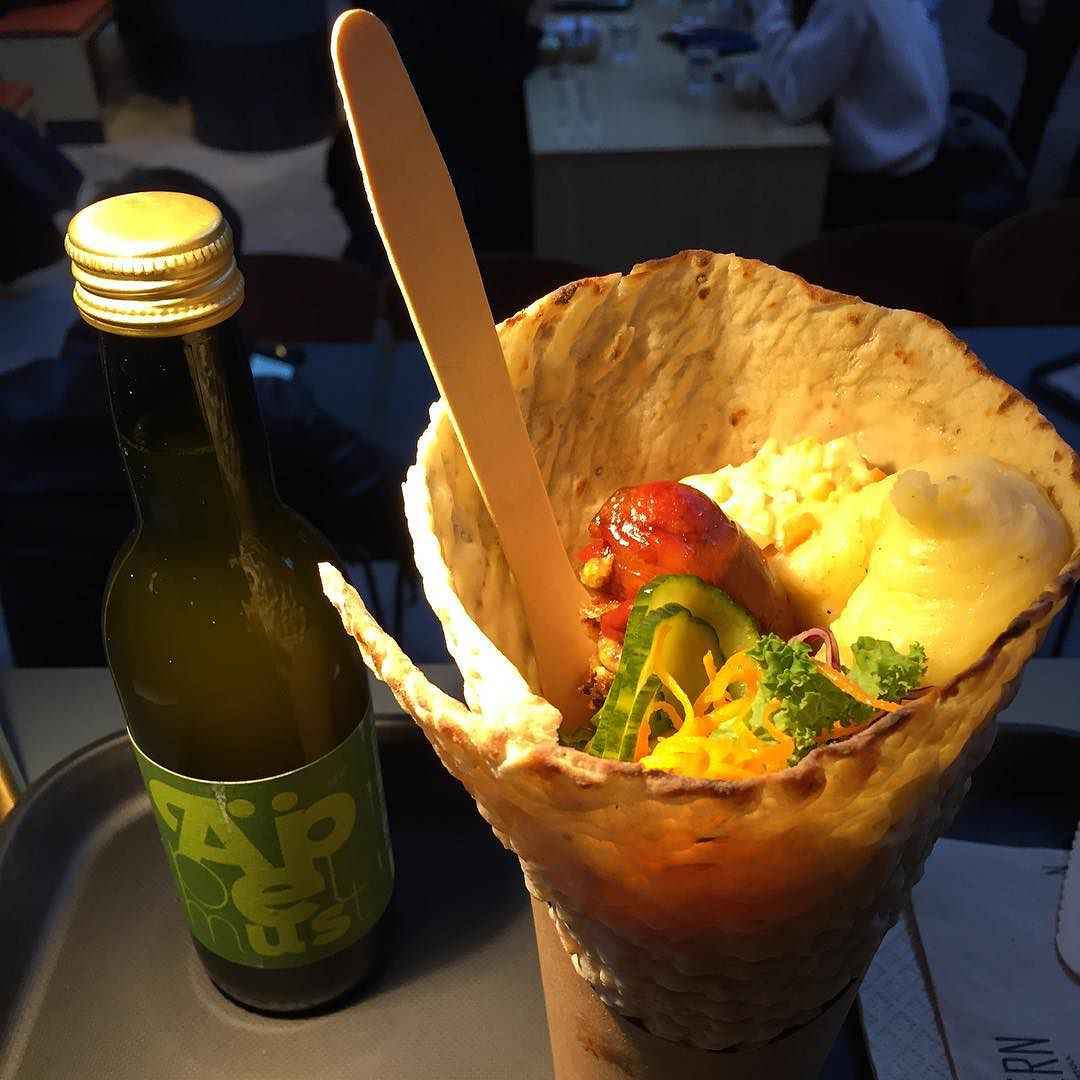
En tunnbrödsrulle och en flaska med dryck.

En tunnbrödsrulle består av mjukt tunnbröd – eller liknande bröd – som vikts eller rullats om en fyllning. Fyllningen kan vara varm eller kall. Alternativa namn är klämma (exempel: renklämma) eller wrap.
Tunnbrödsrullar med varm fyllning säljs i korvkiosker och gatukök som snabbmatsmåltid. Fyllningen består då oftast av korv, potatismos, någon form av röra som gurkmajonnäs eller räksallad och ofta även rå eller rostad lök. Som regel ingår även ketchup och senap i en sådan tunnbrödsrulle.

## Historia och varianter
En kall tunnbrödsrulle kallas ibland (efter engelskan) wrap, alternativt klämma. Ett exempel på det senare är renklämman som är fylld med renkött som vanligen är rökt. Ett annat tuttul, en lokal rätt i Rättviksbygden med ett speciellt slags tunnbröd med potatis i degen.
Tunnbrödsrullen med korv och potatismos sägs ha uppfunnits i mitten av 1960-talet av Elov "Loffe" Bråtfors, när han drev Loffes Grill i Stuvsta. Den lär i originalutförande ha haft bostongurka som enda tillbehör utöver senap och ketchup. Rätten uppmärksammas årligen på temadagen andra lördagen i maj. En vegetarisk variant med vegetarisk korv förekommer också.
Särskilt under 1990-talet serverade vissa skolor i Sverige tunnbrödsrulle med ryssröra, men tunnbrödet har vanligen små hål och på senare år har tunnbrödet ofta ersatts av pitabröd eller tortillabröd till ryssröra och andra fyllningar som är lite rinniga.
Exempel på alternativa fyllningar i tunnbrödsrullen är böcklingfyllning med böcklingfilé, hackat ägg och gräddfil, samt skinkfyllning med strimlad skinka och keso.
Svenskt tunnbröd är ojäst och traditionellt baserat på korn- eller havremjöl, numera oftare på mjöl från råg eller vete. Även andra typer av liknande bröd, med tradition från andra länder, kan användas på samma sätt. Bland annat används flera varianter av tunna bröd från östra Medelhavsområdet (inklusive lavash, gyros och tunna sorter av pitabröd – ibland definierade som "orientaliskt" eller "libanesiskt" tunnbröd) till tunnbrödsrullar.